# Jacob Theodoor Cremer
Jacob Theodoor Cremer (Zwolle, 30 juni 1847 – Amsterdam, 14 augustus 1923) was een Nederlands grootondernemer, koloniaal expert en liberaal politicus.

## Biografie

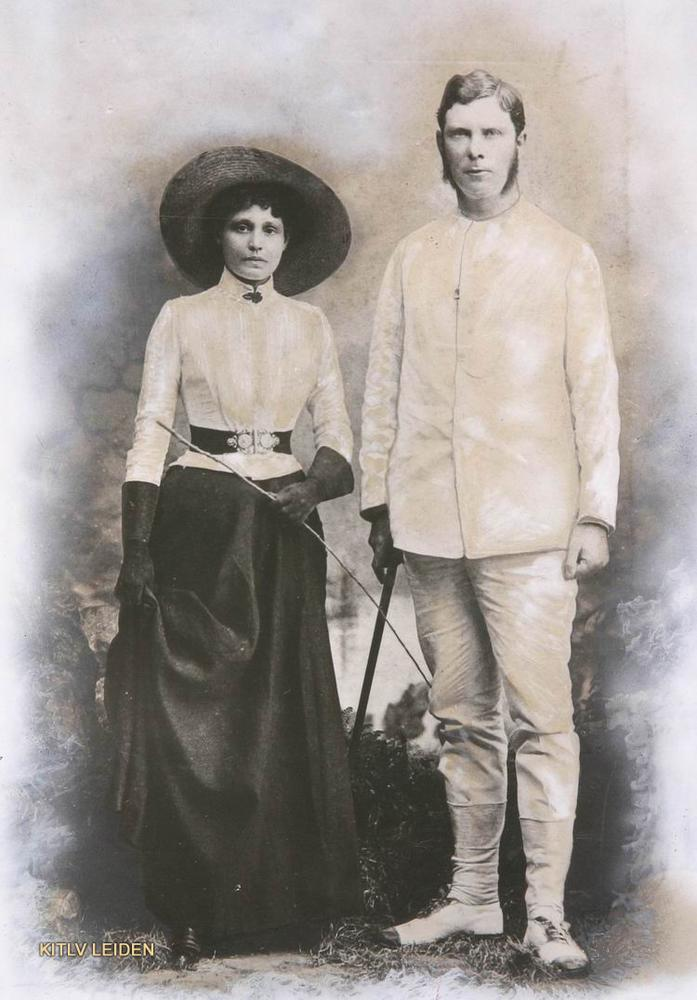
Jacob Theodoor Cremer en zijn vrouw Annie Hermine Hogan na aankomst op Deli

Cremer werd geboren in Zwolle als zoon van Jacob Theodoor Cremer, hoofdcontroleur van beroep, en Louise Toewater. In 1870 werd hij administrateur van de Deli Maatschappij, een tabakscultuurmaatschappij op Sumatra, die hij als opvolger van Jacob Nienhuys tot aanzienlijke bloei bracht. In 1876 richtte hij zijn geschrift Een woord uit Deli aan de Tweede Kamer, dat leidde tot de Koelie-ordonnantie van 1880. Hij was ook de stichter van de Delische plantersvereniging.
Cremer werd diverse malen verkozen tot lid van de Tweede Kamer. Hij vertegenwoordigde tussen 1884 en 1897 het kiesdistrict Amsterdam. Van 1897 tot 1901 was hij minister van Koloniën in het Kabinet Pierson - Borgesius en deed als zodanig veel voor het verkeerswezen en de petroleumbelangen in Nederlands-Indië. Hij was ook de opsteller van de eerste Nederlands-Indische Mijnwet. Na zijn ministerschap zou hij nogmaals een periode Kamerlid zijn (1901-1905). Cremer was ook het hoofd van de centrale Nederlandse commissie voor de Parijse Wereldtentoonstelling in 1900. Tijdens deze wereldtentoonstelling had Nederland geen nationaal paviljoen in de 'Rue des nations' waar de landenpaviljoens zich bevonden. De commissie had onder invloed van Cremer er voor gekozen een replica van de Javaanse boeddhistische tempel Candi Sari te laten nabouwen in het koloniale gedeelte bij het Trocadéro.
Cremer kocht landgoed Duin en Kruidberg in Santpoort, dat tot 1961 in het bezit van de familie Cremer bleef. 's Winters woonde hij in Amsterdam op het Huis met de Kolommen, Herengracht 502, de latere ambtswoning van de Amsterdamse burgemeester, dat hij in 1907 kocht. Hij liet het huis restaureren door architect Herman Walenkamp.
In 1893 werd Cremer benaderd door de werkloze scheepstimmerlieden op Oostenburg in Amsterdam met het verzoek de failliete scheepswerf van Paul van Vlissingen over te nemen. Hij gaf daaraan gehoor en richtte de Nederlandsche Scheepsbouw Maatschappij op. De leiding vertrouwde hij toe aan Daniël Goedkoop, directeur van de werf 't Kromhout. Voorts was hij medeoprichter van de Bouwonderneming Jordaan NV en de Koninklijke Paketvaart Maatschappij, van de Nederlandse Scheepsbouw Maatschappij en in 1910 samen met dr. Henri François Rudolf Hubrecht oprichter van de Vereeniging Koloniaal Instituut (het huidige Koninklijk Instituut voor de Tropen).
Van 1907 tot 1913 was hij president van de Nederlandsche Handel-Maatschappij. In 1912 verkocht hij zijn huis aan de Herengracht aan Cornelis Johannes Karel van Aalst (1866-1939), en woonde hij permanent in Santpoort. In 1920 werd hij lid van de Eerste Kamer.
Na de Eerste Wereldoorlog bezette hij de post van Nederlands gezant te Washington tot 1920 en wist het prestige van Nederland in de Verenigde Staten te herstellen.

## Trivia

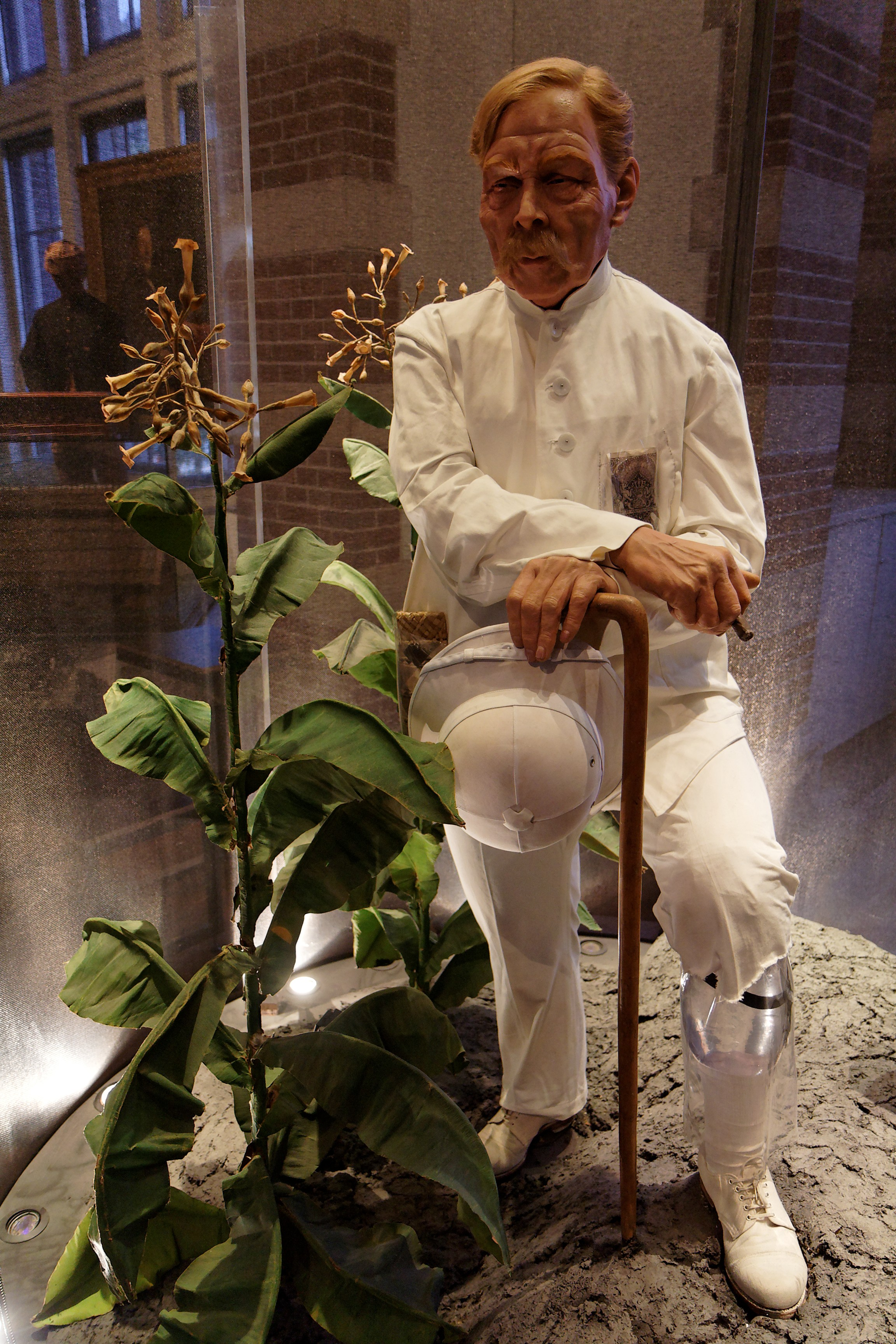
Cremer als tabaksplanter in Sumatra, opstelling het Wereldmuseum Amsterdam

- Cremer was een verre oom van Constant Cremer, de eerste Afrikaanse voetballer in Nederland.[1]
- Sinds 2002 staat een levensgrote driedimensionale beeltenis van Cremer als tabaksplanter in Sumatra opgesteld in de semipermanente expositie "Oostwaarts!" in het Wereldmuseum Amsterdam.

- Biografisch Portaal: 05459933
- Digitale Bibliotheek voor de Nederlandse Letteren: crem004
- Gemeinsame Normdatei: 142301264
- International Standard Name Identifier: 0000 0000 9047 324X
- Library of Congress Control Number: nb2001044846
- Nederlandse Thesaurus van Auteursnamen: 072321431
- Parlement.com: vg09lkzjh4zl
- RKD-Nederlands Instituut voor Kunstgeschiedenis: 452537
- Virtual International Authority File: 132123786